# بازنگری اسطوره‌شناسی در فمینیسم
بازنگری اسطوره‌شناسی در فمینیسم، ادبیات فمینیستی است که از نقد ادبی فمینیستی، یا به‌طور گسترده‌تر از سیاست فمینیسم آگاه شده و با اسطوره‌شناسی، افسانه‌ها، مذهب و حوزه‌های دیگر درگیر است.
لیزا تاتل این تئوری فمینیستی را با عنوان پرسیدن «سؤالات جدید از متون قدیمی» تعریف کرده است. او اهداف نقد فمینیستی را ۱) توسعه و کشف سنت زنانه نویسندگی، ۲) تفسیر نمادگرایی از نوشتار زنانه به گونه‌ی که از دیدگاه مردانه گم نشود یا نادیده گرفته شود، ۳) کشف مجدد متون قدیمی، ۴) تحلیل نویسندگان زن و نوشته‌های آن‌ها از منظر نویسندگی، ۵) افزایش آگاهی از زبان جنسی و جنسیت، ۶) افزایش مقاومت در برابر ادبیات جنسی و جنسیت و سبک  بازنگری اسطوره‌شناسی در فمینیسم حداقل یکی از این اهداف را برآورده می‌کند. این کار به‌جای فقط مطالعه آثار پیشین، بازنگری متون قدیمی برای ایجاد متون جدید است.
بازنگری اسطوره‌شناسی، استفاده استراتژیک تجدیدنظرطلبانه از تصویرسازی جنسیتی است و ابزاری برای کاوش و تلاش برای دگرگونی خود و فرهنگ یا به عبارت دیگر، «براندازی و دگرگونی زندگی و ادبیاتی است که زنان شاعر به ارث می‌برند».

## نویسندگان و هنرمندان بازنگری اسطوره‌شناسی
- سونیتی نامجوشی[۳]
- آنجلا کارتر[۴]
- کارول کریست
- آن سکستون[۵]
- کارول آن دافی[۶]
- مارگارت اتوود
- مدلین میلر
- پت بارکر
- موریل روکیسر
- آلتا
- ماریا گیمبوتاس
- لوئیز گلیک
- پائولا گان آلن
- مونا ون داین
- جون جردن
- آلیشیا اوستریکر
- آدرین ریچ
- سیلویا پلات
- کلاریسا پینکولا استس
- اما لازاروس
- لوئیسا تیش
- باربارا تدلاک
- مری شلی
- استارهاوک
- مرلین استون
- ماریون زیمر بردلی
- گلوریا انزالدوا
- کریس ویند